# Pantin 1983
Albums de Julien Clerc
Vendredi 13 (album)
(1981) Pour les fous d'hier et d'aujourd'hui
(1988)
Pantin 83 est l'album live enregistré en 1983 sous le chapiteau dressé à la porte de Pantin sous le nom du Pavillon de Paris avant l'inauguration l'année suivante du Zenith.
Chaque soir, 5 000 personnes assistent au spectacle du 22 février au 27 mars 1983. Cet album est un extrait du spectacle avec seulement 10 titres, dont quatre du dernier album Femmes, Indiscrétion, Blasphème et cette chanson qui deviendra un hymne à la femme écrite par Jean-Loup Dabadie Femmes, je vous aime.  Julien Clerc reprend pour la première fois l'Hymne à l'amour, chanson écrite par Édith Piaf, et Vingt ans de Léo Ferré.  

## Titres
Pantin 83 (1983)
| 10 titres   | 10 titres                   | 10 titres         | 10 titres         | 10 titres  | 10 titres | 10 titres | 10 titres | 10 titres | 10 titres |
| No          | Titre                       | Paroles           | Musique           | Durée      |           |           |           |           |           |
| ----------- | --------------------------- | ----------------- | ----------------- | ---------- | --------- | --------- | --------- | --------- | --------- |
| 1.          | Bibliothèque Mazarine       | Étienne Roda-Gil  | Julien Clerc      | 4 min 33 s |           |           |           |           |           |
| 2.          | Je dors avec elle           | Étienne Roda-Gil  | Julien Clerc      | 3 min 20 s |           |           |           |           |           |
| 3.          | Partir                      | Jean-Loup Dabadie | Julien Clerc      | 5 min 10 s |           |           |           |           |           |
| 4.          | Femmes, je vous aime        | Jean-Loup Dabadie | Julien Clerc      | 4 min 42 s |           |           |           |           |           |
| 5.          | Blasphème                   | Bernard Lauze     | Julien Clerc      | 3 min 30 s |           |           |           |           |           |
| 6.          | Jaloux de tout              | Étienne Roda-Gil  | Julien Clerc      | 5 min 28 s |           |           |           |           |           |
| 7.          | Vingt ans                   | Léo Ferré         | Léo Ferré         | 2 min 34 s |           |           |           |           |           |
| 8.          | Les oiseaux dans les arbres | Jean-Loup Dabadie | Julien Clerc      | 3 min 40 s |           |           |           |           |           |
| 9.          | Lili voulait aller danser   | Luc Plamondon     | Julien Clerc      | 4 min 10 s |           |           |           |           |           |
| 10.         | Hymne à l'amour             | Édith Piaf        | Marguerite Monnot | 4 min 45 s |           |           |           |           |           |
| 41 min 52 s |                             |                   |                   |            |           |           |           |           |           |

## Certification
| Pays          | Certification | Date | Ventes certifiées |
| ------------- | ------------- | ---- | ----------------- |
| France (SNEP) | Or            | 1984 | 100 000           |